# Exocentrus bialbovittatus
Exocentrus bialbovittatus är en skalbaggsart som beskrevs av Hunt och Stefan von Breuning 1957. Exocentrus bialbovittatus ingår i släktet Exocentrus och familjen långhorningar.
Artens utbredningsområde är:
- Malawi.
- Zimbabwe.

Inga underarter finns listade i Catalogue of Life.